# Urbicua

La Hispania Citerior (en naranja) en el momento de su creación en 197 a. C.

Urbicua fue una ciudad o oppidum celtibérica ubicada en la provincia romana de Hispania Citerior.

## Localización
Aunque se desconoce su ubicación exacta, en su Historia crítica de España (20 volúmenes, 1783-1805), Juan Francisco Masdeu la situaba en la Serranía de Cuenca, opinión que compartían tanto Adolf Schulten —«... en la región del Turia superior...»—, como Bosch Gimpera, Aguado Bleye, Ángel Montenegro, Antonio Tovar —«Urbicua, en la región montañosa de Cuenca a Teruel...»—, como, más recientemente, Manuel Salinas de Frías, entre otros.
Por otra parte, Miguel Cortés y López (1836) la situaba en el actual municipio de Checa, en la provincia de Guadalajara.

## Historia
En c. 182 a. C., tras serle entregado las tropas de Aulo Terencio Varrón en Tarraco, capital de la provincia, el pretor Quinto Fulvio Flaco (en latín, Quintus Fulvius Flaccus) se dirige a Urbicua, la asedia y, tras repeler a un ataque celtibérico, vence en una batalla importante: ==

Fulvium Flaccum oppidum Hispanum Urbicuam nomine oppugnantem Celtiberi adorti sunt...
Cuando Fulvio Flacco atacaba la ciudad hispana llamada Urbicua fue atacada por los celtibéricos... Tito Livio, XL, 16, 7.

Flaco se dirige después a Contrebia Carbica, en la actual provincia de Cuenca, donde también logra una importante victoria contra los celtibéricos.

## ¿Urbicua o Urbiaca?

Mapa de los territorios prerromanos sobre las actuales Castilla-La Mancha y Madrid. Se indican las poblaciones y vías descritas o mencionadas por las fuentes clásicas para el periodo entre el 221 a. C. (crónica de las campañas de Aníbal y la conquista de Hispania) y el (fuentes del Anónimo de Rávena). Urbiaca (destacada en color azul) figura al noreste de Segóbriga, al igual que Contrebia Carbica, esta última bastante más cerca.

Por otra parte, algunos investigadores, como Salinas señalan que Urbicua podría corresponder a la mansio de Urbiaca del Itinerario Antonino A-31, que algunos, como Juan Manuel Abascal Palazón, ubican en el actual yacimiento de la villa romana de Noheda.